# Oldřich Černík
Oldřich Černík (Ostrava, 27 ottobre 1921 – Praga, 19 ottobre 1994) è stato un politico cecoslovacco, esponente del partito comunista e primo ministro della Cecoslovacchia dall'8 aprile 1968 al 28 gennaio 1970.

## Biografia
Durante la Primavera di Praga Černík si espresse a favore dei manifestanti e – a seguito dell'invasione della città da parte delle forze del Patto di Varsavia – venne condotto in Unione Sovietica assieme ad altri politici cecoslovacchi favorevoli ad una svolta democratica.
Al suo ritorno in patria chiese al proprio popolo di collaborare promettendo riforme.
Nel 1970 a causa delle sue posizioni filo-democratiche venne esautorato dalla carica di primo ministro ed espulso da partito comunista.
Dopo la rivoluzione di velluto che pose fine alla dittatura comunista tentò senza successo di tornare in politica.